# Guadalupe Texcalac
Guadalupe Texcalac är en ort i Mexiko.   Den ligger i kommunen Apizaco och delstaten Tlaxcala, i den sydöstra delen av landet, 110 km öster om huvudstaden Mexico City. Guadalupe Texcalac ligger 2 454 meter över havet och antalet invånare är 5 733.
Terrängen runt Guadalupe Texcalac är lite kuperad. Runt Guadalupe Texcalac är det mycket tätbefolkat, med 1 018 invånare per kvadratkilometer. Närmaste större samhälle är Apizaco, 7,4 km väster om Guadalupe Texcalac. Trakten runt Guadalupe Texcalac består till största delen av jordbruksmark.